# 恋する輪廻 オーム・シャンティ・オーム
『恋する輪廻 オーム・シャンティ・オーム』（原題・Om Shanti Om）は、2007年に製作・公開されたインドの映画である。インドの2007年映画興行収入成績ランキングで1位。
ボリウッド映画界で活躍する舞踊監督であったファラー・カーンの2作目の監督作品であり、シャー・ルク・カーン（製作も兼ねる）と本作がヒンディー語映画へのデビューとなるディーピカー・パードゥコーンが主演している。
日本では2013年3月16日に劇場公開。キャッチコピーは「何度生まれ変わっても、また君に恋をする」。ぴあの調査による公開初週の映画満足度ランキングで1位を獲得している。通常の劇場上映に加えて、上映中に自由に踊ったり音を鳴らしながら鑑賞できる「マサラ上映」も各地で行われた。2017年に舞台化作品が上演（後述）。

## ストーリー
主人公のオーム・プラカーシュと友人のパップーはボンベイで活動している脇役俳優。ある日、炎に巻かれるシーンの撮影中の事故で逃げ遅れたスター女優のシャンティプリヤをオームが助けたことで二人は友人となる。その後も交流を続け二人の仲は深まっていったのだが、実はシャンティは映画プロデューサーのムケーシュと秘密裏に結婚していた。シャンティはこの事実を公表したがっていたが、映画界での成功を狙うムケーシュはこれを疎ましく感じ、遂にはシャンティを事故に見せかけて焼き殺そうとする。その場に偶然居合わせたオームは彼女を助けようとするが、逆に一緒に命を落としてしまう。
それから30年後、ボンベイではオーム・カプールという若手俳優が大人気スターとなっていた。それはオーム・プラカージュの生まれ変わりの姿だった。

## キャスト
※括弧内は日本語吹き替え
- オーム・プラカーシュ・マッキージャ / オーム・カプール - シャー・ルク・カーン（宮内敦士）
- シャンティプリヤ / サンディ - ディーピカー・パードゥコーン（木下紗華）
- ムケーシュ・メーラ - アルジュン・ラームパール（花輪英司）
- パップー - シュレーヤス・タラプデー（金野潤）
- ベラ・マッキージャ - キラン・ケール（市川愛子）
- ラジェ・カプール - ジャーヴェード・シェイク（西谷修一）

## スタッフ
- 監督/振付：ファラー・カーン
- 製作総指揮：サンジーヴ・チャウラ、アニル・サブレ
- 製作：シャー・ルク・カーン、ガウリー・カーン
- 脚本：ファラー・カーン、ムスタク・シェイク
- 撮影：V・マニカンダン
- 編集：シリーシュ・クンデール
- 美術監督：サブー・シリル
- 音楽：ヴィシャール・ダドラニ、シェーカル・ラヴジアニ

## 映画賞受賞・ノミネーション
- 受賞
  - 国家映画賞美術監督賞：サブー・シリル
  - フィルムフェア賞デビュー女優賞：ディーピカー・パードゥコーン
  - スター・スクリーン賞新人女優賞：ディーピカー・パードゥコーン
  - 第2回アジア・フィルム・アワード作曲賞：ヴィシャール・ダドラニ、シェーカル・ラヴジアニ

- ノミネーション
  - フィルムフェア賞主演男優賞：シャー・ルク・カーン
  - フィルムフェア賞主演女優賞：ディーピカー・パードゥコーン
  - フィルムフェア賞助演男優賞：シュレーヤス・タラプデー
  - フィルムフェア賞監督賞：ファラー・カーン
  - フィルムフェア賞作曲賞：ヴィシャール・ダドラニ、シェーカル・ラヴジアニ
  - 第2回アジア・フィルム・アワード主演女優賞：ディーピカー・パードゥコーン

## ソフト化
日本版Blu-rayおよびDVDは2013年9月27日発売。発売元はアジア映画社、マクザム、パルコ。販売元はマクザム。
- 恋する輪廻 オーム・シャンティ・オーム（Blu-ray版/DVD版ともに2枚組）
  - ディスク1:本編 169分 - ミュージックチャプター付き
  - ディスク2:特典 100分 - メイキング、NG集、削除シーン、ロンドン・プレミア試写会、オリジナルおよび日本版劇場予告編、監督インタビュー等

## 舞台
オーム・シャンティ・オーム　－恋する輪廻－
2017年1月、宝塚歌劇団星組公演として東京国際フォーラムホールCで上演。脚本・演出は小柳奈穂子。紅ゆずると綺咲愛里のトップコンビ、プレお披露目公演として上演。7月に梅田芸術劇場メインホールで再演。大阪公演の初日に合わせて映画版の監督であるファラー・カーンが来日し、宝塚版を絶賛した。
キャスト
〈1月〉
- オーム・プラカーシュ・マキージャー ／ オーム・カプール : 紅ゆずる
- シャンティプリヤ ／ サンディ : 綺咲愛里
- ムケーシュ : 礼真琴
- パップー : 瀬央ゆりあ
- ベラ・マキージャー - 美稀千種
- ラージェシュ・カプール - 壱城あずさ

〈7月〉
- オーム・プラカーシュ・マキージャー/オーム・カプール:紅ゆずる
- シャンティプリヤ/サンディ:綺咲愛里
- ムケーシュ:七海ひろき
- パップー:麻央侑希
- ベラ・マキージャー:美稀千種
- ラージェシュ・カプール:天寿光希